# História social
História social é um campo da disciplina História que tem como objeto a sociedade como um todo. Surgiu como uma reação à história  política e militar, que destacava figuras individuais como reis e heróis.

## História
Desde o início das reflexões sobre a história, com Heródoto e Tucídides, pode-se rastrear tentativas de ampliar o objeto e a concepção do sujeito da história, mas é apenas no século XX que a história econômica e a história social se desdobram intimamente ligadas. O surgimento da história social esteve ligado à recepção do materialismo histórico de origem marxista, sua adaptação e modificação por diferentes escolas históricas, especialmente pela Escola dos Annales, na França. A abordagem chamada história total também teria fronteiras imprecisas com a história social, embora a história total privilegie inter-relacionar todos os aspectos possíveis do passado. [carece de fontes?]
| “ | Não há história econômica e social. Há somente história, em sua unidade. A história que é, por definição, absolutamente social. | ” |

Para Eric Hobsbawm, a história social pode ser vista a partir de três ângulos. Primeiro como a história dos pobres ou das classes mais baixas com foco na "história do trabalho e das idéias e organizações socialistas". Em segundo lugar como a história sobre "diversas atividades humanas difíceis de se classificar". E, finalmente, como o estudo da combinação entre a história social e a história econômica. A partir dessas três variáveis, identifica-se a mudança para uma história das coletividades, que vem fornecer contribuições significativas a partir de vivências e experiências, que permitem uma mudança na compreensão do desenvolvimento das sociedades no estudo historiográfico.[carece de fontes?]
Na Espanha, a história social é recebida pela influência européia e pelo trabalho de hispanistas como Pierre Vilar e de exilados como Manuel Tuñón de Lara. Atualmente, um dos seus principais representantes é Josep Fontana. 